# Derichthys
Derichthys is een monotypisch geslacht van straalvinnige vissen uit de familie van langnekalen (Derichthyidae). Het geslacht is voor het eerst wetenschappelijk beschreven in 1884 door Gill.

## Soort
- Derichthys serpentinus Gill, 1884